# 堡垒街长老会教堂
堡垒街长老会教堂（英語：Fort Street Presbyterian Church）是一座宗教建筑，位于美国密歇根州底特律西城堡街631号。它最初建于1855年，1876年彻底重建。
教堂的土地购买自杜米萨先生和玛丽吉列，他们的家就是后来教堂所在地。在1830年代和1840年代，底特律的人口迅速增长，特别是英国新教徒大量涌入该市。1849年，罗伯特凯洛格牧师建立了第二长老会，当时有26名成员。堂会在旧议会大厦举行礼拜，直到他们在拉法叶街和韦恩街口建成新教堂。
1852年，阿尔贝特乔丹和他的弟弟屋大维从康涅狄格州哈特福德来到底特律，很快成为该市的顶级建筑师。1850年代中叶，尽管第二长老会成员只有167人，还是聘请阿尔贝特和屋大维兄弟设计一个较大的新教堂。选择的地点在市中心以西的堡垒街。堡垒街当时是一个时髦的住宅区，底特律知名人士和该教会成员都在此拥有住房，在搬迁后，堂会改名为“堡垒街长老会”。
教堂完成于1855年，花费了7万美元。由于建造费用问题，直到15年后才完成内部装饰，安置原来设计的画廊和座位。
1876年，教堂失火，内部和屋顶完全摧毁，次年教堂按照原来的设计重建。1914年的大火再次摧毁了屋顶，但教堂再次重建，仍保持19世纪50年代的设计。
堡垒街长老会教堂是一座装饰华丽的哥特复兴建筑，用安大略马尔登的石灰岩建造。立面设计了81米高带尖顶的方形塔楼，四角设计了较矮的八角形塔楼（模仿剑桥国王学院礼拜堂中央花窗玻璃窗户照亮了圣所。沿教堂侧面有7个湾和飞扶壁，高大的窗户，给人明亮的印象。
堡垒街长老会教堂内部有三通道中殿和一个马蹄形阳台，能容纳近1000人。座位用手工雕刻的黑核桃制作。洗礼池用卡昂石建造，下面的玛瑙柱进口自墨西哥。坚固的黄铜讲台，鹰状，在1893年芝加哥世界博览会展出瓷砖点石地面是玛丽斯特拉顿的早期作品。
堡垒街长老会教堂见证了19世纪美国“复兴”建筑兴起的一个重要步骤。19世纪中叶的美国建筑师输入并重新阐释了英国哥特复兴风格，基于中世纪主教座堂茂密的视觉细节。美国建筑师复制了哥特元素，加入简单的建筑计划，创造出一种美国的建筑风格，称为“维多利亚哥特式”。约旦兄弟的堡垒街长老会，是密歇根州最古老的教堂之一，是维多利亚哥特式建筑杰出的例子。教堂基本上保持不变，虽然在1877年和1914年两次经历了火灾。
在20世纪初，由于较多低收入者转移到周边的原贵族区，教会开始注重社会服务计划。1908年，詹姆斯乔伊捐赠毗邻教堂的产业，奥伦斯科顿夫人出资5万美元建造Church House，服务新教友，其中的体育馆作为健身俱乐部，招收男子，妇女和儿童的健身班。教会主办阿利根尼山脉以西的第一个童子军部队。
直到大萧条期间，成员稳步增长，但是此后成员、收入和出席人数开始下跌。在1940年代初，计划关闭昂贵的教堂，与其他教会在其他地点组建联合教堂。二战期间，教堂改建为体育馆，教会宿舍楼变成为到达当时在街道对面的火车站的军人宿舍。到战争结束时，教堂共为60000人提供短暂住宿。

## 延伸阅读
- Dana Lee Robert, Occupy Until I Come: A.T. Pierson and the Evangelization of the World , Wm. B. Eerdmans Publishing, 2003, ISBN 0802807801. (Pierson was a pastor of the Fort Street Presbyterian Church)